# Go to Sleep (песня Лоика Нотте)
«Go to Sleep» — песня бельгийского певца Лоика Нотте, выпущенная 22 декабря 2017 года для цифрового скачивания на лейбле Sony Music Entertainment в честь Рождества. Написана и спродюсирована самим исполнителем.

## Композиция
«Go to Sleep» — первый сингл, который Лоик Нотте написал и спродюсировал сам. Он был выпущен в цифровом формате 22 декабря 2017 года на лейбле Sony Music Entertainment в честь Рождества. Это минимально спродюсированная фортепианная баллада. Вокальное исполнение Нотте поставлено на пиано. По словам Роя Нупса из ESCToday, в песне «Go to Sleep» лирически обсуждается «сила любви и дружбы даже в трудные времена».

## Отзывы
Критики встретили «Go to Sleep» положительно. Рой Кнупс из ESCToday назвал песню «нежной, но пронзительной», отметив при этом, что она «отражает истинный дух рождественского сезона». Жюльен Гонсалвес из Puremédias назвал песню «душераздирающей», а Virgin Radio отметила «сладость, любовь и нежность». Кристоф Сегард, писавший для веб-сайта Aficia, похвалил «силу и мягкость» сингла «Go to Sleep» и высоко оценил вокальное исполнение Нотте. Джонатан Вотри из Wiwibloggs сравнил этот трек с материалом, выпущенным австралийской певицей Сией, в частности с «Snowflake» из её восьмого студийного альбома Everyday Is Christmas (2017). Он заключил: «Если в вашей семье есть гиперактивные дети […], то эта песня может стать идеальной, чтобы помочь им заснуть, а вам тоже расслабиться в конце напряженного Рождества». В коммерческом плане сингл «Go to Sleep» добился незначительного успеха в чартах. В Бельгии он достиг 13-го места в валлонском чарте Ultratip, также войдя в чарт во Фландрии (хотя её высшая позиция не указывается).

## Музыкальное видео и продвижение
Музыкальное видео на песню «Go to Sleep» было загружено на официальный канал Лоика Нотте на YouTube 22 декабря 2017 года. В видео Нотте и женщина в красно-чёрном костюме и красном платье исполняют хореографию перед рождественской ёлкой. Гонсалвес из Pure Charts предположил, что женщина сыграла девушку певца.

## Трэк-лист
- Цифровое скачивание[2]

1. «Go to Sleep» — 3:17

## Чарты
| Чарт (2017)                  | Высшая позиция |
| ---------------------------- | -------------- |
| Валлония (Ultratip Flanders) | 13             |
| Фландрия                     | —              |

## История выпуска
| Регион    | Дата                 | Формат              | Лейбл |
| --------- | -------------------- | ------------------- | ----- |
| Различные | 22 декабря 2017 года | Цифровое скачивание | Sony  |